# North American Soccer League
La North American Soccer League (NASL) fou una competició futbolística professional disputada per clubs dels Estats Units i el Canadà que estigué activa entre 1968 i 1984. Les primeres lligues a nivell nacional van ser fundades en els anys 1960, la United Soccer Association i la National Professional Soccer League. El 1968 aquestes es van fusionar per a crear la North American Soccer League. Aquesta última va ser relativament un èxit, arribant fins i tot a tenir 24 equips i el mític equip New York Cosmos, però eventualment va ser dissolta el 1985 per culpa d'una forta crisi econòmica com a resultat d'una mala gestió que va provocar un gran deute. La NASL no tenia estadis propis, llogava estadis de futbol americà i la majoria dels jugadors eren estrangers i cars que no connectaven amb el públic americà.

## Història

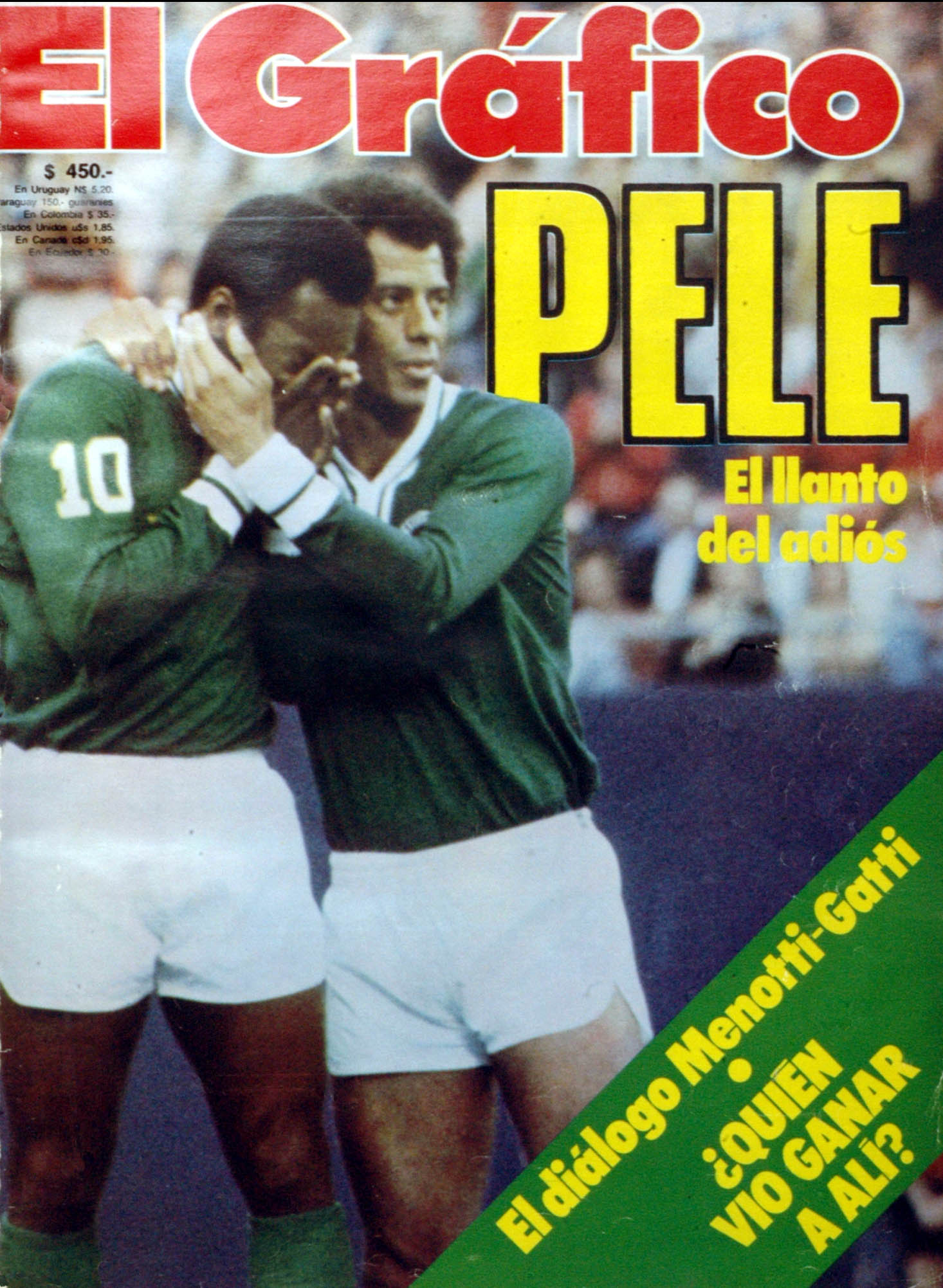
Pelé jugant al New York Cosmos.

L'any 1967 s'iniciaren dues lligues professionals de futbol als Estats Units: la sancionada per la FIFA United Soccer Association i la no sancionada National Professional Soccer League. Aquesta darrera tenia un contracte amb la cadena televisiva CBS però les audiències eren molt baixes i el contracte finalitzà. Aleshores, les duels lligues s'uniren el 1968 i formaren la North American Soccer League (NASL).
La lliga durà fins al 1984, any en què cessà les operacions. Alguns equips de la lliga (Chicago, Minnesota, New York, i San Diego) s'uniren a la Major Indoor Soccer League la temporada 1984-85. La mateixa NASL organitzà una lliga indoor soccer del 1979-80 al 1981-82 i el 1983-84.
L'equip més destacat de la competició fou el New York Cosmos, que portà fins a 40.000 seguidors per partit quan al club jugaven les súper estrelles Pelé (Brasil) i Franz Beckenbauer (Alemanya).
Amb l'objectiu de fer l'esport més interessant per als nord-americans, la lliga va introduir alguns canvis, com foren un rellotge amb el compte enrere del temps de partit, una línia de 35 iardes pel fora de joc (en comptes de la línia de mig del camp) o el llançament de penals per decidir un partit que hagués acabat en empat.
La NASL va ser relativament un èxit, arribant fins i tot a tenir 24 equips i el mític equip New York Cosmos, però eventualment va ser dissolta el 1985 per culpa d'una forta crisi econòmica com a resultat d'una mala gestió que va provocar un gran deute. La NASL no tenia estadis propis, llogava estadis de futbol americà i la majoria dels jugadors eren estrangers i cars que no connectaven amb el públic americà.

## Historial
Font:
- 1968 Atlanta Chiefs
- 1969 Kansas City Spurs
- 1970 Rochester Lancers
- 1971 Dallas Tornado
- 1972 New York Cosmos
- 1973 Philadelphia Atoms
- 1974 Los Angeles Aztecs
- 1975 Tampa Bay Rowdies
- 1976 Toronto Metros-Croatia
- 1977 New York Cosmos
- 1978 New York Cosmos
- 1979 Vancouver Whitecaps
- 1980 New York Cosmos
- 1981 Chicago Sting
- 1982 New York Cosmos
- 1983 Tulsa Roughnecks
- 1984 Chicago Sting

### Campionat indoor de la NASL
- 1975 San Jose Earthquakes (torneig)
- 1976 Tampa Bay Rowdies (torneig)
- 1979-80 Tampa Bay Rowdies
- 1980-81 Edmonton Drillers
- 1981-82 San Diego Sockers
- 1983-84 San Diego Sockers

## Equips participants 1968-1984
| - Atlanta Apollos (1968-1973, com a Atlanta Chiefs el 1968-1972) - Atlanta Chiefs (1978-1981, com a Caribous of Colorado el 1978) - Baltimore Bays (1968-1969) - Boston Beacons (1968) - Boston Minutemen (1974-1976) - Calgary Boomers (1978-1981, com a Memphis Rogues el 1978-1980) - Chicago Mustangs (1967-1968) - California Surf (1975-1981) - Chicago Sting (1975-1984) - Cleveland Stokers (1968) - Dallas Tornado (1968-1981) - Detroit Cougars (1968) - Detroit Express (1978-1980) - Edmonton Drillers (1975-1982, com a Hartford Centennials el 1975-1976, com a Connecticut Bicentennials el 1977, com a Oakland Stompers el 1978) - Houston Stars (1968) - Houston Hurricane (1978-1980) - Jacksonville Tea Men (1980-1982, com a New England Tea Men el 1978-1980) - Kansas City Spurs (1968-1970) - Los Angeles Wolves (1968) - Los Angeles Aztecs (1974-1981) - Minnesota Strikers (1970-1984, com a Washington Darts el 1970-1971, com a Miami Gatos el 1972, com a Miami Toros el 1973-1976, com a Fort Lauderdale Strikers el 1977-1983) - Minnesota Kicks (1974-1981, com a Denver Dynamo el 1974-1975) - Montreal Olympique (1971-1973) - Montreal Manic (1978-1983, com a Philadelphia Fury el 1978-1980) |  | - New York Generals (1968) - New York Cosmos (1971-1984, com a Cosmos el 1977-1978) - Oakland Clippers (1968) - Philadelphia Atoms (1973-1976) - Portland Timbers (1975-1982) - Rochester Lancers (1970-1980) - San Diego Toros (1968) - San Diego Sockers (1974-1984, com a Baltimore Comets el 1974-1975, com a San Diego Jaws el 1976, com a Las Vegas Quicksilver el 1977) - San Jose Earthquakes (1974-84, com a Golden Bay Earthquakes el 1983-84) - Seattle Sounders (1974-1983) - St. Louis Stars (1968-1977), com a California Surf (1978-1981) - Tampa Bay Rowdies (1975-1984) - Team America (1983) - Toronto Falcons (1968) - Toronto Blizzard (1971-1984, com a Toronto Metros el 1971-1974, com a Toronto Metros-Croatia el 1975-1978) - Tulsa Roughnecks (1978-1984, com a San Antonio Thunder el 1975-1976, com a Team Hawaii el 1977) - Vancouver Royals (1968) - Vancouver Whitecaps (1974-1984) - Washington Whips (1968) - Washington Diplomats (1974-1980) - Washington Diplomats (1981, com a Detroit Express el 1978-1980) |

## Premis anuals

### Màxims golejadors
| Any       | Jugador, equip              | G  | A  | PTS |
| --------- | --------------------------- | -- | -- | --- |
| 1967 USA  | Roberto Boninsegna, Chicago | 11 | 1  | 23  |
| 1967 NPSL | Yanko Daucik, Toronto       | 20 | 8  | 48  |
| 1968      | John Kowalik, Chicago       | 30 | 9  | 69  |
| 1969      | Kaizer Motaung, Atlanta     | 16 | 4  | 36  |
| 1970      | Carlos Metidieri, Rochester | 16 | 3  | 35  |
| 1971      | Carlos Metidieri, Rochester | 19 | 8  | 46  |
| 1972      | Randy Horton, New York      | 9  | 4  | 22  |
| 1973      | Kyle Rote, Jr., Dallas      | 10 | 10 | 30  |
| 1974      | Paul Child, San Jose        | 15 | 6  | 36  |
| 1975      | Steve David, Miami          | 23 | 6  | 52  |
| 1976      | Giorgio Chinaglia, New York | 19 | 11 | 49  |
| 1977      | Steve David, Los Angeles    | 26 | 6  | 58  |
| 1978      | Giorgio Chinaglia, New York | 34 | 11 | 79  |
| 1979      | Oscar Fabbiani, Tampa Bay   | 25 | 8  | 58  |
| 1980      | Giorgio Chinaglia, New York | 32 | 13 | 77  |
| 1981      | Giorgio Chinaglia, New York | 29 | 16 | 74  |
| 1982      | Giorgio Chinaglia, New York | 20 | 15 | 55  |
| 1983      | Roberto Cabañas, New York   | 25 | 16 | 66  |
| 1984      | Steve Zungul, Golden Bay    | 20 | 10 | 50  |

### MVP, Rookie i entrenador de l'any
| Any  | MVP               | Rookie            | Entrenador        |
| ---- | ----------------- | ----------------- | ----------------- |
| 1968 | John Kowalik      | Kaizer Motaung    | Phil Woosnam      |
| 1969 | Cirilio Fernandez | Siegfried Stritzl | Janos Bedl        |
| 1970 | Carlos Metidieri  | Jim Leeker        | Sal de Rosa       |
| 1971 | Carlos Metidieri  | Randy Horton      | Ron Newman        |
| 1972 | Randy Horton      | Mike Winter       | Casey Frankiewicz |
| 1973 | Warren Archibald  | Kyle Rote, Jr.    | Al Miller         |
| 1974 | Peter Silvester   | Doug McMillan     | John Young        |
| 1975 | Steve David       | Chris Bahr        | John Sewell       |
| 1976 | Pelé              | Steve Pecher      | Eddie Firmani     |
| 1977 | Franz Beckenbauer | Jimmy McAlister   | Ron Newman        |
| 1978 | Mike Flanagan     | Gary Etherington  | Tony Waiters      |
| 1979 | Johan Cruyff      | Larry Hulcer      | Timo Liekoski     |
| 1980 | Roger Davies      | Jeff Durgan       | Alan Hinton       |
| 1981 | Giorgio Chinaglia | Joe Morrone, Jr.  | Willy Roy         |
| 1982 | Peter Ward        | Pedro DeBrito     | John Giles        |
| 1983 | Roberto Cabañas   | Gregg Thompson    | Don Popovic       |
| 1984 | Steve Zungul      | Roy Wegerle       | Ron Newman        |

## Mitjana d'espectadors
- 1968: 4,747
- 1969: 4,699
- 1970: 2,930
- 1971: 3,163
- 1972: 4,159
- 1973: 4,780
- 1974: 5,954
- 1975: 7,770
- 1976: 7,642
- 1977: 10,295
- 1978: 13,558
- 1979: 13,084
- 1980: 14,201
- 1981: 14,084
- 1982: 13,155
- 1983: 13,258
- 1984: 10,759